# Stolus dentatus
Stolus dentatus is een zeekomkommer uit de familie Phyllophoridae.
De wetenschappelijke naam van de soort werd in 2005 gepubliceerd door A.S. Thandar.